# Jane Channell
Jane Channell (ur. 23 sierpnia 1988 w North Vancouver) – kanadyjska skeletonistka, wicemistrzyni świata.

## Kariera
W zawodach Pucharu Świata zadebiutowała 24 stycznia 2014 roku w Königssee, zajmując osiemnaste miejsce. Pierwszy raz na podium zawodów tego cyklu stanęła 4 grudnia 2015 roku w Winterbergu, zajmując trzecie miejsce. Uległa tam tylko dwóm Niemkom: Tinie Hermann i Jacqueline Lölling. Najlepsze wyniki osiągnęła w sezonie 2015/2016, kiedy to zajęła trzecie miejsce w klasyfikacji generalnej, plasując się za Hermann i Lölling. W 2015 roku wystartowała na mistrzostwach świata w Winterbergu, gdzie zajęła czwarte miejsce. Walkę o podium przegrała tam ze swą rodaczką, Elisabeth Vathje o 0,06 sekundy. W lutym 2018 roku wystartowała w igrzyskach w Pjongczanu podczas których zajęła 10. lokatę. W lutym 2020 roku, wraz z Dave’em Greszczyszynem, podczas mistrzostw świata w Altenbergu zdobyła srebrny medal w drużynowej rywalizacji skeletonistów.